# Músculo esterno-hióideo
O músculo esterno-hióideo é um músculo do pescoço. É um músculo fino e estreito que liga o osso hioide ao esterno, um dos músculos alça emparelhados dos músculos infra-hioideos, servindo para comprimir o osso hioide. É inervado pela alça cervical.